# Jongens, jongens, wat een meid
Jongens, jongens, wat een meid is een Nederlandse korte film uit 1965 onder regie van Pim de la Parra. De film is het debuut van De la Parra als regisseur en betekende tevens zijn eerste samenwerking met producent Wim Verstappen.

## Plot
Een jonge vrouw (Shireen Strooker) uit Amsterdam besluit om op een dag haar één jaar oude jeep te verkopen op straat. Een passant op de fiets (Joop Admiraal) helpt haar auto te repareren en charmeert haar tijdens dit proces. Hij toont echter geen interesse in het kopen van de auto, waarop het meisje besluit om haar wagen tentoon te stellen aan de Rijksweg. Een man (Henk van Ulsen) pikt haar op en beweert dat hij een filmacteur is, op weg naar Rome om te werken aan een film met Anita Ekberg, waarna hij zijn vestiging zal vinden in Amsterdam om te werken met jonge filmmakers. Als hij is uitgepraat geeft hij haar het adres van een autodump, waar de vrouw onmiddellijk naartoe rijdt om haar jeep te verkopen. Nadat de eigenaar haar vertelt dat de auto in te goede staat is, keert ze moedeloos terug naar stadscentrum, waar een andere man Philip (Philip Mechanicus) haar lastigvalt.
De vrouw keert gefrustreerd terug naar huis, waar de vriend (Lex Schoorel) van haar huisgenoot (Barbara Meter) haar probeert te zoenen. Ze vindt toevlucht in haar jeep en pikt op straat een vriendin (Yoka Berretty) op, die haar meeneemt naar een solo-optreden van een muzikant (Julian Coco). Vervolgens spreekt ze af in een café met Philip en sluit met hem een deal: een week lang ruilt ze haar jeep voor zijn auto. Philip maakt het voorstel in de overtuiging dat de vrouw na een week haar jeep terugwil. Na de overeenkomst neemt hij haar mee naar een autoracebaan in Zandvoort, waar ze op de hielen worden gezeten door de politie.
Aan het einde geeft de vrouw toe dat ze niet van haar jeep af wil. Hoewel ze niet zullen samenwonen, zien Philip en de vrouw elkaar elke nacht.

## Rolbezetting
| Acteur             | Personage |
| ------------------ | --------- |
| Shireen Strooker   |           |
| Joop Admiraal      |           |
| Henk van Ulsen     |           |
| Lex Schoorel       | Lex       |
| Philip Mechanicus  | Philip    |
| Yoka Berretty      |           |
| Nouchka van Brakel |           |
| Barbara Meter      | Barbara   |